# Paul Behncke
Paul Behncke, né le 13 août 1866 à Süsel et mort le 4 janvier 1937 à Berlin, est un admiral allemand qui fut chef de la Reichsmarine (marine de la république de Weimar) du 1er septembre 1920 au 30 septembre 1924.

## Biographie
Paul Behncke entre dans la marine impériale en tant que cadet, le 16 avril 1883. Il navigue sur le bateau-école SMS Niobe et en 1886 sur la frégate SMS Elisabeth. Il est nommé sous-lieutenant de vaisseau, le 17 avril 1886. Il commande sur la canonnière SMS Wolf qui est stationnée en Extrême-Orient et passe au grade de lieutenant, le 18 février 1890. Il retourne en Allemagne et il est officier de quart sur le SMS Prinzeß Wilhelm, jusqu'au 24 mars 1892, puis premier officier de quart sur le SMS Brummer et sur le SMS Bremse, avant de commander à partir d'octobre 1892 sur le SMS Deutschland.
Behncke sert ensuite au commandement suprême de l'amirauté et il est nommé lieutenant-capitaine, le 13 avril 1896. Il passe ensuite d'octobre 1897 au 29 juin 1899 à l'académie de marine de Kiel qui forme les officiers de la marine pour le haut commandement et devient officier d'artillerie sur le SMS Bayern, puis sur le navire de ligne SMS Kaiser Wilhelm II. Behncke passe ensuite les sept années suivantes au département militaire de l'administration de la marine impériale (Reichsmarineamt) à Berlin. Il commande entretemps le croiseur auxiliaire SMS Falke du 31 octobre 1903 au 3 novembre 1905 et il est nommé korvettenkapitän, le 15 juillet 1902, et kapitän zur See, le 12 septembre 1908.
Il commande le SMS Wettin à partir du 12 septembre 1909, puis le SMS Westfalen à partir du 15 septembre 1910. Il est ensuite chef de département à l'état-major de l'amirauté et il est nommé konteradmiral, le 14 juillet 1914.
Au début de la Première Guerre mondiale, Behncke est à l'amirauté, puis il est nommé chef de la IIIe escadre, le 24 janvier 1916 et prend part à la bataille du Jutland. Il est nommé vizeadmiral, le 25 novembre 1916 et démissionne de son commandement, le 11 août 1918. Il devient chef des forces marines de la haute mer en septembre suivant et enfin commandant de la base navale de la mer du Nord pendant les troubles révolutionnaires, jusqu'au 12 février 1919. En 1918, il est secrétaire d'État à la Marine.
Il est nommé chef de l'amirauté, le 14 septembre 1920 et prend la tête de toute la marine, le lendemain, avec le grade d'admiral à partir de décembre. Il est en faveur de la consolidation des forces et de la construction de nouvelles unités, alors que la marine est démoralisée depuis la révolution de fin 1918 et début 1919 et surtout depuis le traité de Versailles qui limite durablement ses capacités. C'est à son époque que de nouveaux programmes sont mis en place. Il démissionne le 30 septembre 1924.
Lorsque la Gleichschaltung (synchronisation des forces de la société) est mise en place par le nouveau pouvoir national-socialiste, et que cela influe sur la compagnie germano-japonaise, organisation dont le but est de nouer des liens économiques et culturels entre les deux pays, Behncke en devient le président, le 4 octobre 1933, succédant à Wilhelm Haas, et s'oppose aux mesures raciales du NSDAP.

## Décorations
- Croix de fer de 2e et de 1re classe, 1914
- Pour le Mérite, 31 octobre 1917
- Ordre de l'Aigle rouge de 2e classe avec feuilles de chêne et épées
- Ordre de la Couronne (Prusse) de 2e classe
- Ordre du mérite militaire de Bavière de 2e classe avec épées
- Croix hanséatique de Lübeck
- Croix de Frédéric-Auguste de 2e et de 1re classe
- Croix de chevalier de 2e classe de l'Ordre d'Albert (royaume de Saxe) avec épées